# Čínsko-pákistánský ekonomický koridor
Čínsko-pákistánský ekonomický koridor (čínsky: 中巴经济走廊, pinyin: Zhōng bā jīngjì zǒuláng; urdsky: چین پاکستان اقتصادی راہداری) je název pro komplexní projekt zaměřený na rozvoj pákistánské dopravní a energetické infrastruktury a k prohloubení hospodářské spolupráce mezi vládou Pákistánské islámské republiky a Čínské lidové republiky.

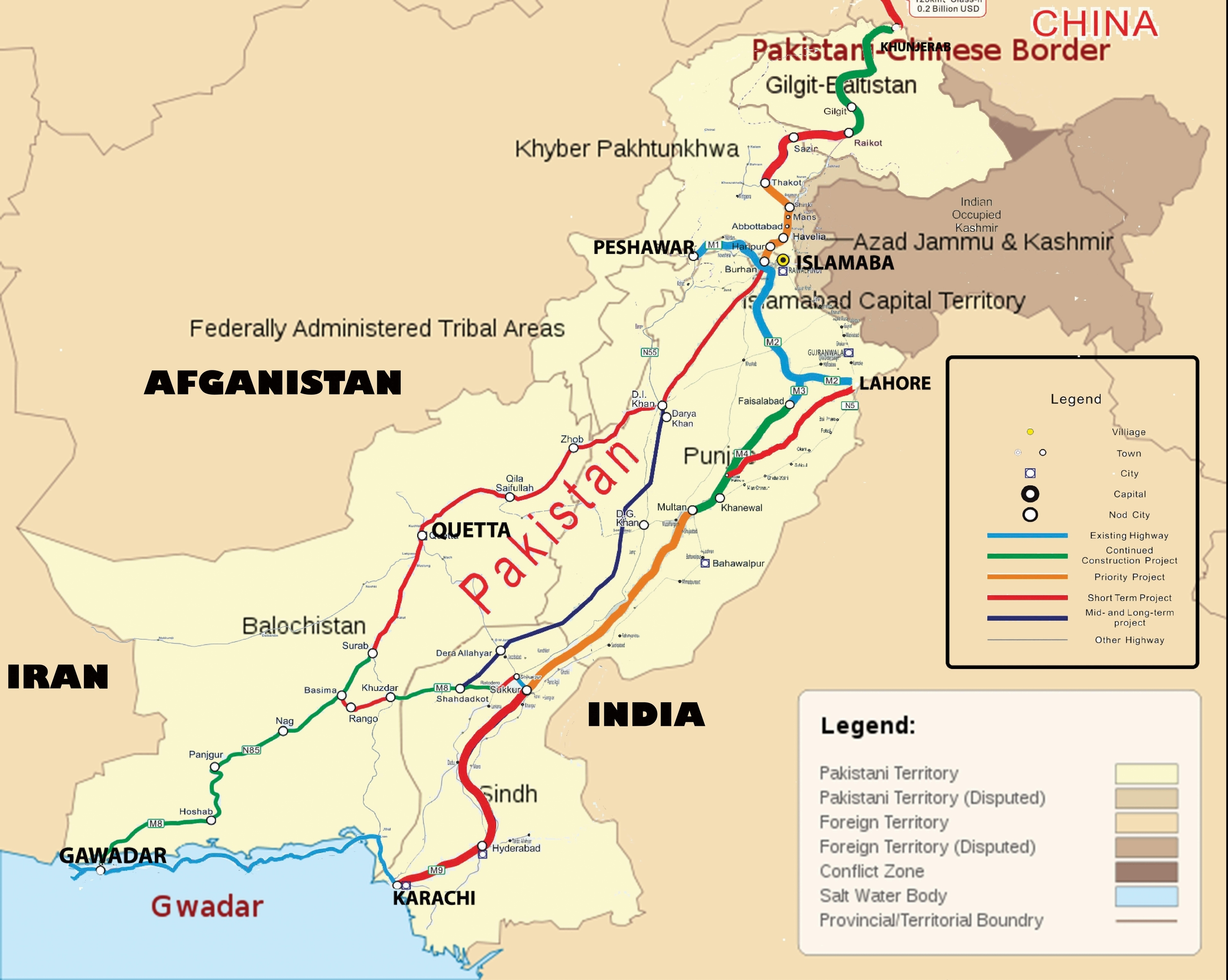
Čínsko-pákistánský ekonomický koridor (mapa)

Stejně jako cesty New Eurasian Land Bridge (新亚欧大陆桥), China – Central Asia – West Asia Corridor (中國—中亞—西亞經濟走廊) či China – Indochina Peninsula Corridor (中國-中南半島經濟走廊) představuje China – Pakistan Corridor pevninské propojení Čínské lidové republiky se světem v rámci ekonomické iniciativy Pás a stezka (一带一路), rovněž známé coby Nová Hedvábná stezka.
V rámci budování čínsko-pákistánského koridoru má být vybudována po celém Pákistánu rozsáhlá síť silnic a železnic. Primárním plánem je propojit čínské město Kašgar na samém západě země s pákistánským přístavem Gwádar, ze kterého je přístup k Arabskému moři a tak získat snadnější a rychlejší napojení na námořní trasy Nové Hedvábné stezky. Dotace ve výši desítek miliard dolarů potřebných k modernizaci dopravní infrastruktury budou hrazeny prostřednictvím značných nízkoúrokových půjček.
Čínsko-pákistánský koridor představuje především pro Čínu strategický projekt, který by pomohl vyřešit tzv. Malacké dilema, tedy možnost předejít eventuálnímu zablokování námořní cesty procházející Malackou úžinou, která představuje důležitou tepnu v kontextu světového obchodu a která je již dnes ohrožována tamními piráty. Skrze tuto úžinu též proudí značné dodávky ropy z Blízkého východu do Číny, a právě čínsko-pákistánský koridor, či třeba China – Indochina Peninsula Corridor, by transportní dobu dosti zkrátil.
Celý projekt by mohl teoreticky, avšak i prakticky, ztroskotat na tom, že značná část nově budované infrastruktury bude vedena i skrze území tzv. Kašmíru, regionu, který je nárokován Indií, Pákistánem i Čínou samotnou. Čína na oba dva zbylé aktéry apeluje s argumentem, že uskutečnění projektu čínsko-pákistánského ekonomického koridoru se bude nést v duchu tzv. win-win, tedy, že všechny zúčastněné strany budou mít z projektu zaručený prospěch.
Pákistánská vláda projekt čínsko-pákistánského koridoru vnímá coby iniciativu výhodnou pro všechny zúčastněné strany, tedy jak pro Pákistán samotný, tak i pro Čínu coby hlavního iniciátora a případně i pro okolní státy, třeba Afghánistán (na toto téma se rovněž vedly v roce 2022 rozhovory i v rámci mezinárodního summitu v čínské Tun-xi, kde se především debatovalo o větším ekonomickém zapojení Afghánistánu po odchodu USA ze země). Nicméně na veřejnosti se rovněž ozývají kritické hlasy, které se obávají nejen případného kolapsu projektu zapříčiněného například terorismem, ale spíše nového kolonialismu vedeného nyní primárně ekonomickou silou. V zemích, které se vyrovnávají s dědictvím kolonialismu (k nimž patří i Pákistán coby součást bývalé Britské Indie) nejsou tyto obavy ničím novým.